# 瓦勒奈
瓦勒奈（法語：Vallenay，法語發音：[valnɛ]）是法国谢尔省的一个市镇，位于该省中南部，属于圣阿芒蒙龙区。

## 地理
瓦勒奈（46°48'5"N, 2°22'16"E）面积25.66 平方千米，位于法国中央-卢瓦尔河谷大区谢尔省，该省份为法国中部省份，北起卢瓦雷省，西接卢瓦-谢尔省和安德尔省，南至克勒兹省，东南接阿列省，东临涅夫勒省。
与瓦勒奈接壤的市镇（或旧市镇、城区）包括：布吕埃尔-阿利尚、尚邦、谢尔河畔克雷藏赛、法尔日阿利尚、马尔赛、莫尔拉克、诺济耶尔、奥尔瑟奈、圣卢德绍姆。

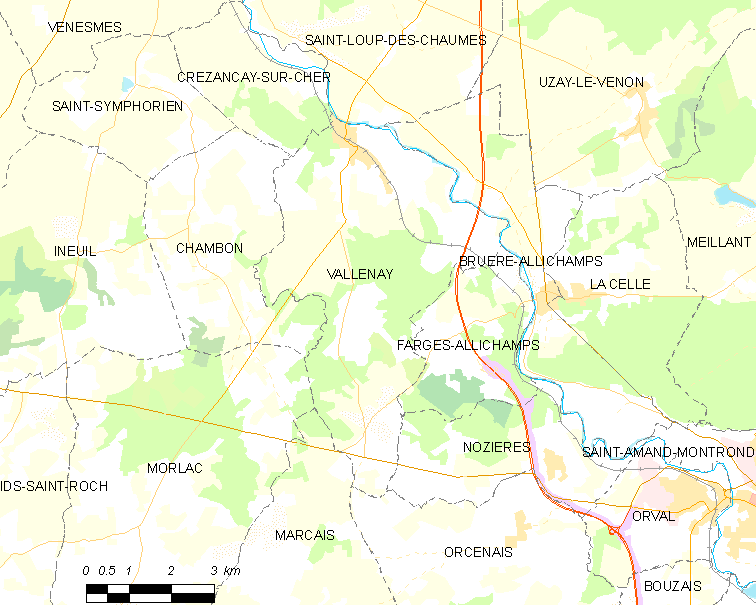
瓦勒奈的OSM定位图

瓦勒奈的时区为UTC+01:00、UTC+02:00（夏令时）。

## 行政
瓦勒奈的邮政编码为18190，INSEE市镇编码为18270。

## 政治
瓦勒奈所属的省级选区为特鲁伊县。

## 人口

1962-2008年间瓦勒奈人口变化图示

瓦勒奈于2022年1月1日时的人口数量为694人。